# 青森市立浪館小学校
青森市立浪館小学校（あおもりしりつ なみだてしょうがっこう）は、青森県青森市にある公立小学校。

## 基礎情報
- 所在地 - 浪館前田3丁目23-1

## 沿革
- 1978年（昭和53年）4月1日 - 三内小学校と泉川小学校の学区の一部を分離・統合して開校。
- 1979年（昭和54年）3月24日 - 校章・校歌を制定。
- 1980年（昭和55年）
  - 4月7日 - 体育館竣工。
  - 4月27日 - 開校記念式典挙行。
- 1981年（昭和56年）12月20日 - 校舎増築（8教室）竣工。
- 1982年（昭和57年）
  - 3月31日 - 屋外運動場拡張。
  - 5月19日 - 創立5周年記念式典挙行。
- 1987年（昭和62年）9月13日 - 創立10周年記念式典挙行。

## 学区
久須志4丁目の一部、浪館（宇近野、字平岡の一部）、三内（字里見の一部、字丸山の一部)）、浪館前田（1丁目～3丁目）、里見2丁目の一部

## 周辺
- 青森県道44号青森環状野内線（浪館通り）
- 浪館郵便局
- 青森地域広域事務組合中央消防署浪館分署

## アクセス
- 青森市営バス浪館中央循環・慈恵会病院線・細越線・三内丸山遺跡線で、「浪館」バス停下宿後、徒歩約115m・約2分。

## 参考資料
- 『新青森市史 別編教育（別巻） 年表・学校沿革』（青森市・2000年3月発行）「学校沿革 （一）小学校」211頁「浪館小学校」